# Alexander von Mensdorff-Pouilly
Alexander Mensdorf, avstrijski general in politik, * 4. avgust 1813, Coburg, † 14. februar 1871.
Med letoma 1864 in 1866 je bil minister za zunanje zadeve Avstrije, leta 1865 pa tudi predsednik vlade Avstrije.